# Wołodymyr Kozyrski
Wołodymyr Iwanowycz Kozyrski, ukr. Володимир Іванович Козирський, ros. Владимир Иванович Козырский, Władimir Iwanowicz Kozyrski (ur. 1909, Imperium Rosyjskie, zm. 19??, Ukraińska SRR) – ukraiński trener piłkarski.

## Kariera trenerska
Karierę szkoleniowca rozpoczął w 1940 roku, kiedy trenował Charczowyk Odessa. Po rozpoczęciu Wielkiej Wojny Ojczyźnianej poszedł na front, został odznaczony Medalem "Za odwagę". Wcześniej grał w Dinamo Rostów nad Donem, a rozpoczynał lekcje piłki nożnej w Mikołajowie. W 1949 stał na czele klubu Zenit Frunze. W 1957 dołączył do sztabu szkoleniowego Nieftianika Grozny, w którym pracował najpierw jako dyrektor techniczny, a w następnym sezonie pomagał trenować zespół. We wrześniu 1960 został mianowany na stanowisko starszego trenera Spartaka Ordżonikidze. Od 1961 do 1962 prowadził Wołgar Astrachań. W latach 1965–1966 kierował kazachskim klubem Cemientnik Semipałatinsk. Potem trenował Szachtar Krasnyj Łucz. W lipcu 1971 został zaproszony przez trenera Nikołaja Morozowa z Lokomotiwu Moskwa do sztabu szkoleniowego Szachtara Donieck.

## Sukcesy i odznaczenia

### Odznaczenia
- Medal „Za Odwagę”